# 4367 Meech
A 4367 Meech (ideiglenes jelöléssel 1981 EE43) a Naprendszer kisbolygóövében található aszteroida. Schelte J. Bus fedezte fel 1981. március 2-án.